# Renew Europe
Renew Europe est un groupe politique du Parlement européen constitué en juin 2019 et destiné à étendre le groupe Alliance des démocrates et des libéraux pour l'Europe (ADLE) aux partis qui ne souhaitent pas la mention du libéralisme dans leur nom[réf. nécessaire], notamment le parti français Renaissance.

## Historique
En mai 2019, lors d’un débat en vue des élections européennes, Guy Verhofstadt, président de l’Alliance des démocrates et des libéraux pour l'Europe, annonce qu’après ces élections le groupe envisage de disparaître et de former un nouveau groupe avec les élus de la liste roumaine USR-PLUS et de ceux de la liste française Renaissance,.
Le groupe est d’abord connu comme « ALDE plus Renaissance plus USR-PLUS ». Le nom de Renaissance européenne vient d’une série d’appels transpartisans cosignés par Guy Verhofstadt et publiés dans plusieurs grands titres de la presse européenne en mai et juin 2016. Il sera plus tard repris dans une tribune du président de la République française début 2019.
Le 13 juin 2019, Nathalie Loiseau (LREM) doit renoncer à son ambition de présider le groupe politique nouvellement constitué, notamment pour des propos peu amènes envers ses anciens membres,. C’est le Roumain Dacian Cioloș (PLUS) qui est alors élu pour diriger le groupe.
En octobre 2021, Stéphane Séjourné est élu président du groupe Renew Europe, succédant à Dacian Cioloș, appelé par le président roumain à former un gouvernement. Seul candidat, il bénéficie du retrait de la Néerlandaise Sophie in 't Veld, jugée trop clivante et qui a estimé qu'elle ne pourrait dégager une majorité. Pour être élu, il a dû néanmoins, d'après Le Monde, convaincre les députés qu'il n'utiliserait pas son poste pour servir les vues d'Emmanuel Macron, et qu'il saurait tenir compte de la diversité des sensibilités du groupe. En effet, Renew Europe est composé de députés de tendance libérale, ceux issus de l'ancienne Alliance des démocrates et des libéraux pour l’Europe, tandis que les députés de Renaissance restent, selon Le Monde, plus attachés à une « certaine intervention de l’État ».
En janvier 2022, alors que Roberta Metsola, du Groupe du Parti populaire européen (PPE), est élue à la présidence du Parlement européen, Le Monde indique que, si Renew « n’est que le troisième groupe politique » du parlement européen, il a un rôle important dans la mesure où le Parti populaire européen et le S&D ont besoin de lui pour former une majorité.
En janvier 2024, Stéphane Séjourné est nommé Ministre de l'Europe et des Affaires étrangères en France et quitte donc le Parlement européen. C'est l'ancien premier vice-président du groupe, le Néerlandais Malik Azmani, qui assure l'intérim de la présidence du groupe Renew. Le 25 janvier 2024, Valérie Hayer est nommée présidente du groupe par applaudissement. Cette dernière est réélue le 25 juin 2024, pour la nouvelle législature.

## Partis présents dans le groupe

### 9elégislature- 2019-2024
La répartition des sièges du Parlement européen a évolué durant la mandature, le Royaume-Uni ayant quitté l'Union européenne. La composition du groupe est détaillée selon la composition en vigueur.
| Pays       | Parti national                                             | Parti européen | Nombre de députés européens 2019-2024 |
| ---------- | ---------------------------------------------------------- | -------------- | ------------------------------------- |
| Autriche   | NEOS                                                       | ALDE           | 1 / 19                                |
| Belgique   | Open VLD                                                   | ALDE           | 2 / 21                                |
| Belgique   | Mouvement réformateur                                      | ALDE           | 2 / 21                                |
| Bulgarie   | Mouvement des droits et des libertés                       | ALDE           | 3 / 17                                |
| Croatie    | Coalition d'Amsterdam (en) (Diète démocrate istrienne)     |                | 1 / 11                                |
| Tchéquie   | ANO 2011                                                   | ALDE           | 5 / 21                                |
| Danemark   | Venstre                                                    | ALDE           | 4 / 14                                |
| Danemark   | Radikale Venstre                                           | ALDE           | 2 / 14                                |
| Estonie    | Parti du centre d'Estonie                                  | ALDE           | 1 / 7                                 |
| Estonie    | Parti de la réforme d'Estonie                              | ALDE           | 2 / 7                                 |
| Finlande   | Parti du centre                                            | ALDE           | 2 / 14                                |
| Finlande   | Parti populaire suédois de Finlande                        | ALDE           | 1 / 14                                |
| France     | Renaissance                                                |                | 11 / 79                               |
| France     | Mouvement démocrate                                        | PDE            | 6 / 79                                |
| France     | Sans étiquette                                             |                | 2 / 79                                |
| France     | Parti radical                                              | ALDE           | 1 / 79                                |
| France     | Horizons                                                   |                | 2 / 79                                |
| France     | Écologie au centre                                         |                | 1 / 79                                |
| Grèce      | Sans étiquette                                             |                | 1 / 21                                |
| Allemagne  | Parti libéral-démocrate (FDP)                              | ALDE           | 5 / 96                                |
| Allemagne  | Électeurs libres                                           | PDE            | 2 / 96                                |
| Hongrie    | Mouvement Momentum                                         | ALDE           | 2 / 21                                |
| Irlande    | Fianna Fáil                                                | ALDE           | 2 / 13                                |
| Italie     | Italia Viva                                                | PDE            | 1 / 76                                |
| Italie     | Sans étiquette                                             |                | 1 / 76                                |
| Italie     | Action                                                     |                | 1 / 76                                |
| Lettonie   | Développement letton                                       | ALDE           | 1 / 8                                 |
| Lituanie   | Mouvement libéral                                          | ALDE           | 1 / 11                                |
| Luxembourg | Parti démocratique                                         | ALDE           | 2 / 6                                 |
| Pays-Bas   | Parti populaire pour la liberté et la démocratie (VVD)     | ALDE           | 5 / 29                                |
| Pays-Bas   | Démocrates 66 (D66)                                        | ALDE           | 2 / 29                                |
| Pologne    | Pologne 2050                                               |                | 1 / 52                                |
| Roumanie   | Union sauvez la Roumanie (USR)                             | ALDE           | 4 / 33                                |
| Roumanie   | Parti de la liberté, de l'unité et de la solidarité (PLUS) | ALDE           | 4 / 33                                |
| Slovaquie  | Slovaquie progressiste                                     | ALDE           | 3 / 14                                |
| Slovaquie  | Indépendant                                                |                | 1 / 14                                |
| Slovénie   | Liste de Marjan Šarec                                      | ALDE           | 2 / 8                                 |
| Espagne    | Ciudadanos                                                 | ALDE           | 8 / 59                                |
| Espagne    | Parti nationaliste basque                                  | PDE            | 1 / 59                                |
| Suède      | Les Libéraux                                               | ALDE           | 1 / 21                                |
| Suède      | Parti du centre                                            | ALDE           | 2 / 21                                |
| Total      | Total                                                      | Total          | 102                                   |

#### Députés sortants et entrants

##### Anciens membres
- Le 31 janvier 2020, à la suite de la sortie du Royaume-Uni de l'Union européenne, le Parti de l'Alliance d'Irlande du Nord (un membre) et les Libéraux-démocrates (16 membres) quittent de facto le groupe.
- Le 20 janvier 2021, Viktoras Uspaskich, député lituanien membre du Parti du travail, est exclu du groupe.
- En mars 2021, la députée tchèque Radka Maxová quitte le groupe Renew Europe sur fond de désaccord avec le parti ANO 2011.
- Le 10 janvier 2022, Liesje Schreinemacher, député néerlandaise du Parti populaire pour la liberté et la démocratie, démissionne du Parlement européen, étant nommée ministre du gouvernement néerlandais.
- Le 30 novembre 2022, Pascal Durand, député français sans étiquette, rejoint le groupe social-démocrate pour protester contre le refus du groupe d'exclure le parti suédois Les Libéraux qui s'est allié à l’extrême droite pour former un gouvernement[13].

##### Nouveaux membres
- En février 2020, Nicola Danti, député italien, quitte le groupe S&D pour rejoindre Renew Europe.
- En mars 2021, Marco Zullo, député élu sur la liste du Mouvement 5 étoiles (non-inscrits) quitte le parti et rejoint les bancs de Renew Europe.
- En mai 2021, Lucia Ďuriš Nicholsonová, députée slovaque sans étiquette ayant siégé au sein du groupe des Conservateurs et réformistes européens depuis son élection, le quitte et rejoint Renew Europe[14].
- Le 10 novembre 2021, le président Stéphane Séjourné annonce que le parti politique polonais Pologne 2050 rejoint le groupe politique Renew Europe, via l'intégration de Róża Thun[15].
- Le 17 novembre 2021, Carlo Calenda rejoint le groupe Renew Europe suite à l’adhésion du parti Azione, faisant de lui le centième membre du groupe.
- Le 7 décembre 2021, Michal Wiezik quitte le PPE et rejoint le groupe Renew Europe après avoir intégré Slovaquie progressiste[16].
- Le 8 mars 2022, Salima Yenbou, députée française membre de l'Alliance écologiste indépendante (élue sur la liste d'EELV) quitte les Verts et rejoint le groupe Renew Europe après avoir annoncé son soutien à Emmanuel Macron[17].
- Le 4 mai 2022, le député grec Yórgos Kýrtsos annonce avoir rejoint Renew Europe[12],[18],[19].

### 10elégislature- 2024-2029
Pour la dixième législature, le parti tchèque ANO décide de quitter le groupe Renew Europe tandis que le parti belge de centre droit Les Engagés, décide de quitter le PPE et de rejoindre Renew. Le groupe Renew compte ainsi 77 députés.
Certains analystes considèrent qu'avec les élections de 2024, les Français (d'Ensemble) ont perdu de l'influence dans le groupe, en passant de 20% à 15% du groupe mais restant en première position au sein du groupe, tandis que les allemands (du FDP) ont gagné de l'importance en devenant le deuxième effectif du groupe.
Le groupe passe à 75 députés à la suite de l’exclusion des membres du Mouvement des droits et des libertés (DPS) faisant partie de l'aile Peevski (le parti s’étant scindé en deux ailes).
| Pays       | Parti national                                         | Parti européen | Nombre de députés européens 2019-2024 |
| ---------- | ------------------------------------------------------ | -------------- | ------------------------------------- |
| Autriche   | NEOS                                                   | ALDE           | 2 / 20                                |
| Belgique   | Mouvement réformateur                                  | ALDE           | 3 / 22                                |
| Belgique   | Open VLD                                               | ALDE           | 1 / 22                                |
| Belgique   | Les Engagés                                            | PDE            | 1 / 22                                |
| Bulgarie   | Alliance pour les droits et libertés (DPS–Dogan)       | ALDE           | 1 / 17                                |
| Bulgarie   | Nous continuons le changement                          |                | 2 / 17                                |
| Danemark   | Venstre                                                | ALDE           | 2 / 15                                |
| Danemark   | Radikale Venstre                                       | ALDE           | 1 / 15                                |
| Danemark   | Modérés                                                |                | 1 / 15                                |
| Estonie    | Parti de la réforme d'Estonie                          | ALDE           | 1 / 7                                 |
| Estonie    | Parti du centre d'Estonie                              | ALDE           | 1 / 7                                 |
| Finlande   | Parti du centre                                        | ALDE           | 2 / 15                                |
| Finlande   | Parti populaire suédois de Finlande                    | ALDE           | 1 / 15                                |
| France     | Renaissance                                            |                | 5 / 81                                |
| France     | Mouvement démocrate                                    | PDE            | 4 / 81                                |
| France     | Horizons                                               |                | 2 / 81                                |
| France     | Union des démocrates et indépendants                   | ALDE           | 1 / 81                                |
| France     | Sans étiquette                                         |                | 1 / 81                                |
| Allemagne  | Parti libéral-démocrate (FDP)                          | ALDE           | 5 / 96                                |
| Allemagne  | Électeurs libres                                       | PDE            | 3 / 96                                |
| Irlande    | Fianna Fáil                                            | ALDE           | 4 / 14                                |
| Irlande    | Irlande indépendante                                   | PDE            | 1 / 14                                |
| Irlande    | Sans étiquette                                         |                | 1 / 14                                |
| Lettonie   | Développement letton                                   | ALDE           | 1 / 9                                 |
| Lituanie   | Mouvement libéral                                      | ALDE           | 1 / 11                                |
| Lituanie   | Parti de la liberté                                    | ALDE           | 1 / 11                                |
| Luxembourg | Parti démocratique                                     | ALDE           | 1 / 6                                 |
| Pays-Bas   | Parti populaire pour la liberté et la démocratie (VVD) | ALDE           | 4 / 31                                |
| Pays-Bas   | Démocrates 66 (D66)                                    | ALDE           | 3 / 31                                |
| Pologne    | Pologne 2050                                           |                | 1 / 53                                |
| Portugal   | Initiative libérale                                    | ALDE           | 2 / 21                                |
| Roumanie   | Union sauvez la Roumanie (USR)                         | ALDE           | 2 / 33                                |
| Roumanie   | Parti Mouvement populaire                              | PPE            | 1 / 33                                |
| Slovaquie  | Slovaquie progressiste                                 | ALDE           | 6 / 15                                |
| Slovénie   | Mouvement pour la liberté                              |                | 2 / 9                                 |
| Espagne    | Parti nationaliste basque                              | PDE            | 1 / 61                                |
| Suède      | Parti du centre                                        | ALDE           | 2 / 21                                |
| Suède      | Les Libéraux                                           | ALDE           | 1 / 21                                |
| Total      | Total                                                  | Total          | 75/720                                |

## Présidents
| Dates                                 | Nom                    | Parti national |
| ------------------------------------- | ---------------------- | -------------- |
| Du 2 juillet 2019 au 19 octobre 2021  | Dacian Cioloș          | PLUS           |
| Du 19 octobre 2021 au 11 janvier 2024 | Stéphane Séjourné      | LREM/RE        |
| Du 11 au 25 janvier 2024              | Malik Azmani (intérim) | VVD            |
| Depuis le 25 janvier 2024             | Valérie Hayer          | RE             |

## Présidence
La présidence du groupe est composée du président et des vice-présidents du Groupe.
| Fonction        | Nom               | Parti                                |
| --------------- | ----------------- | ------------------------------------ |
| Président       | Dacian Cioloș     | PLUS puis USR                        |
| Vice-présidents | Malik Azmani      | VVD                                  |
| Vice-présidents | Sylvie Brunet     | Mouvement démocrate                  |
| Vice-présidents | Katalin Cseh      | Momentum                             |
| Vice-présidents | Luis Garicano     | Ciudadanos                           |
| Vice-présidents | Morten Løkkegaard | Venstre                              |
| Vice-présidents | Iskra Mihaïlova   | Mouvement des droits et des libertés |
| Vice-présidents | Frédérique Ries   | Mouvement réformateur                |
| Vice-présidents | Dominique Riquet  | Parti radical                        |

| Fonction        | Nom               | Parti                                |
| --------------- | ----------------- | ------------------------------------ |
| Président       | Dacian Cioloș     | PLUS puis USR                        |
| Vice-présidents | Malik Azmani      | VVD                                  |
| Vice-présidents | Sylvie Brunet     | Mouvement démocrate                  |
| Vice-présidents | Katalin Cseh      | Momentum                             |
| Vice-présidents | Luis Garicano     | Ciudadanos                           |
| Vice-présidents | Morten Løkkegaard | Venstre                              |
| Vice-présidents | Iskra Mihaïlova   | Mouvement des droits et des libertés |
| Vice-présidents | Frédérique Ries   | Mouvement réformateur                |
| Vice-présidents | Dominique Riquet  | Parti radical                        |
| Vice-présidents | Michal Šimečka    | Slovaquie progressiste               |

- Mouvements : arrivée de Michal Šimečka.

| Fonction        | Nom               | Parti                                |
| --------------- | ----------------- | ------------------------------------ |
| Président       | Valérie Hayer     | Renaissance                          |
| Vice-présidents | Malik Azmani      | VVD                                  |
| Vice-présidents | Katalin Cseh      | Momentum                             |
| Vice-présidents | Nicola Danti      | Italia Viva                          |
| Vice-présidents | Luis Garicano     | Ciudadanos                           |
| Vice-présidents | Morten Løkkegaard | Venstre                              |
| Vice-présidents | Iskra Mihaïlova   | Mouvement des droits et des libertés |
| Vice-présidents | Frédérique Ries   | Mouvement réformateur                |
| Vice-présidents | Dominique Riquet  | Parti radical                        |
| Vice-présidents | Dragoș Tudorache  | PLUS puis USR                        |

- Mouvements : Départ de Dacian Cioloș, Sylvie Brunet, Michal Šimečka et arrivée de Stéphane Séjourné, Nicola Danti, Dragoș Tudorache.